# Stanisław Fita
Stanisław Aleksander Fita (ur. 16 grudnia 1932 w Iwiu w powiecie lidzkim, zm. 15 czerwca 2011) – polski historyk literatury, profesor Katolickiego Uniwersytetu Lubelskiego. 

## Życiorys
Stanisław Fita urodził się 16 grudnia 1932 r. w Iwiu. Zdał maturę w 1951 r. w I Liceum Ogólnokształcącym im. Króla Kazimierza Wielkiego w Olkuszu. Od 1952 roku studiował filologię polską w Katolickim Uniwersytecie Lubelskim. Magisterium uzyskał w 1957 roku, pisząc pracę Lublin i Lubelszczyzna w twórczości Bolesława Prusa pod kierunkiem prof. dr. Feliksa Araszkiewicza. Od 1957 roku był nieustannie zatrudniony w KUL, przechodząc wszystkie stopnie awansu – od asystenta wolontariusza do profesora zwyczajnego.
Dysertację doktorską przygotowywał pod kierunkiem prof. dr. hab. Zygmunta Szweykowskiego w Uniwersytecie im. Adama Mickiewicza w Poznaniu. Efektem była praca pt. Bolesław Prus 1847-1912. Kalendarz życia i twórczości. Stopień doktora uzyskał w 1969. Rozprawę habilitacyjną – Pokolenie Szkoły Głównej – opublikował w 1980, w tymże roku uzyskał stopień naukowy doktora habilitowanego (habilitacja w Uniwersytecie Warszawskim). Wkrótce został mianowany docentem, a od 1988 posiadał tytuł naukowy profesora. Profesurę zwyczajną uzyskał w 1992 r. W latach 1979–2006 kierował Katedrą Literatury Pozytywizmu i Młodej Polski. Kilkakrotnie pełnił funkcję kierownika Sekcji Filologii Polskiej. Włączał się w ich działalność różnych towarzystw naukowych: Towarzystwa Naukowego KUL, Towarzystwa Literackiego im. Adama Mickiewicza, Lubelskiego Towarzystwa Naukowego. Jednym z efektów tej działalności jest monografia Towarzystwa Literackiego im. Adama Mickiewicza.
Pod jego opieką naukową powstało 9 doktoratów, 3 osoby uzyskały stopień doktora habilitowanego. Autor blisko 200 rozpraw naukowych, redaktor wielu tomów zbiorowych, aktywny członek kolegiów redakcyjnych. Znawca twórczości i życia Bolesława Prusa oraz całego pokolenia polskich pozytywistów.
Zmarł 15 czerwca 2011 r. Pochowany na cmentarzu przy ul. Lipowej w Lublinie.

## Publikacje
1. Wspomnienia o Bolesławie Prusie, Warszawa: PIW 1962;
2. Bolesław Prus 1847-1912. Kalendarz życia i twórczości, Warszawa: PIW 1969 (wspólnie z Krystyną Tokarzówną);
3. Feliks Araszkiewicz: regionalista - naukowiec - pedagog, Lublin 1997 (wyd. 2 - 1995);
4. Pokolenie Szkoły Głównej, Warszawa: PIW 1980;
5. "Placówka" Bolesława Prusa, Warszawa: Czytelnik 1980;
6. Towarzystwo Literackie im. Adama Mickiewicza 1886-1986, Wrocław: Ossolineum 1990 (wyd. 2. Wrocław: Ossolineum 2006-wspólnie z Dobrosławą Świerczyńską);
7. "Pozytywista ewangeliczny". Studia o Bolesławie Prusie, Lublin: TN KUL 2008.